# TC Wolfsberg Pforzheim
Der TC Wolfsberg Pforzheim e. V. ist ein Pforzheimer Tennisverein, dessen Tennisanlage im Norden der Stadt Pforzheim am Wolfsberg beheimatet ist. Es handelt sich um einen reinen Tennisclub. Die 1. Herrenmannschaft ist seit 2002 in der 2. Tennis-Bundesliga vertreten. Mehrere Herrenmannschaften spielen in der dritthöchsten Spielklasse, der Regionalliga Südwest (Baden, Hessen, Rheinland-Pfalz, Saarland, Württemberg). Die Damenmannschaften und weitere Herrenteams sind in der Badenliga und Oberliga aktiv.